# Aceratobasis nathaliae
Aceratobasis nathaliae – gatunek ważki z rodziny łątkowatych (Coenagrionidae).